# Søren Kierkegaard
Søren Aabye Kierkegaard (Kopenhagen, 5. svibnja 1813. – Kopenhagen, 11. studenog 1855.), danski filozof, teolog i književnik. Utemeljitelj egzistencijalizma. Tvrdi da je jedina stvarnost egzistencija pojedinca.

## Životopis
Rodio se u imućnoj obitelji i u rodnom je gradu proživio skoro cijeli svoj kratki život, osim kraćeg boravka u Njemačkoj. Živio je povučenim životom, posvetivši se pisanju. Trajan i najdublji dojam na njega su ostavili događaji iz njegovog unutrašnjeg života, posebno njegova ljubav prema Regini Olsen i njegov raskid zaruka s njom.

## Filozofija Sørena Kierkegaarda
Smatran je prvim egzistencijalističkim misliocem, a bio je kritičar službene kršćanske Danske crkve i ispraznih formalnosti. Izgradio je specifičnu metafiziku slobode prema kojoj se subjekt spašava svjesnim izborom Boga. Zastupnik je antihegelijanskog prava što se razvijao sredinom 19. st. u kojem se postavio kao ispovjednik izgubljenog građanskog čovjeka. On odbacuje mogućnost izgradnje jednog sveobuhvatnog filozofskog sustava. Nešto takvo je moguće samo Bogu, a ne i čovjeku koji je ograničeno, konačno biće. Kierkegaard suprotno od Hegela kaže da ne postoje pojedinci. Opće ideje ne mogu baciti svjetlo na pojedinačni slučaj, na jedinstvenu situaciju jedne osobe. Čovjek traži istinu, ali ta istina za čovjeka nije neka apstraktna i neosobna istina, nego je to istina za mene, nešto za što sam ja spreman živjeti i umrijeti.
Samo Bog jest, kaže Kierkegaard, a čovjek je nastao, on je na granici između bitka i nebitka, on egzistira. Pojam egzistencije je ključan za Kierkegaardovu filozofiju. Egzistencija pokazuje ono što je specifično za čovjeka, što se očituje najbolje u stanjima tjeskobe, očaja, slobodnog izbora i vjere. Dok bi Hegel htio u svojoj logici apsorbirati sve suprotnosti, Kierkegaard naglašava da to nije moguće. Naime, čovjek je u životu često pred izborom između dviju alternativa koje se međusobno isključuju (To je ono njegovo poznato: ili-ili). Za njega nema determinizma razvoja događaja u povijesti, jer je čovjek pred slobodnim izborom. Izbor je čak nemoguće izbjeći, jer i neizabiranje je također izbor. 
Kierkegaard je kritizirao utapanje u masu koja ne misli svojom glavom i ne odlučuje za sebe, nego samo oponaša druge. On kaže da postoje tri stadija ili tri načina ljudskog života: estetski, etički i religiozni. Treba naglasiti da nema automatskog prijelaza s jednog na drugi stadij, to je opet stvar slobodnog izbora i odluke svakog čovjeka. Zato mnogi ljudi cijeli život ostaju na prvom stadiju. 
Estetski stadij je stadij u kojem čovjek izabire ono izvanjsko i osjetilno. Ovdje čovjek živi bez cilja, bez pogleda dalje od sadašnjeg trenutka, živi prema načelu "Život treba uživati". Primjer za ovaj stadij je Don Juan, zavodnik koji stalno traži druge žene, ne vezuje se uz ni jednu i ne voli nijednu. Ovo je život u igri, igra sa životom. To je uvijek jedno ekscentrično stanje, jer čovjek bira nešto periferno, a ne ono što je u središtu njegove nutrine. 
Etički stadij je stadij razumskog izbora, izbora samoga sebe, a ne izvanjskosti. U njemu čovjek preuzima odgovornost za sebe. Ali i u ovom stadiju čovjek bira nešto konačno, a to ga guši. Zato on teži nadići ovo stanje, ali se suočava sa svojim granicama.  Sve ga to upućuje na spoznaju da nije sam sebe dao na svijet, upućuje ga na Stvoritelja.  
Religiozni stadij je stadij izlaženja iz sebe i okretanja Bogu, izbor beskonačnog i vječnog. Odnos prema Bogu treba biti osoban, individualan i izravan. Ovaj izbor Kierkegaard naziva i skok vjere, a on uključuje rizik, jer ga čovjek kao konačno biće ne može do kraja sagledati.

## Djela
- "Strah i drhtanje"
- "Bolest na smrt"

- "Pojam strepnje"
- "Stadiji na putu života"
- "Ili-ili: fragmenti života"
- "Dnevnik Zavodnika"

## Vanjske poveznice

### Ostali projekti
|  | Zajednički poslužitelj ima stranicu o temi Søren Kierkegaard    |
|  | Zajednički poslužitelj ima još gradiva o temi Søren Kierkegaard |